# Prémio Screen Actors Guild 2002
A 8.ª edição dos Prémios Screen Actors Guild foi apresentada em Los Angeles em 10 de março de 2002.

## Indicados e vencedores

### Cinema
| Melhor Ator principal - Russell Crowe – A Beautiful Mind como John Forbes Nash - Kevin Kline – Life as a House como George Monroe - Sean Penn – I Am Sam como Sam Dawson - Tom Wilkinson – In the Bedroom como Matt Fowler - Denzel Washington – Training Day como Detetive Alonzo Harris | Melhor Atriz principal - Halle Berry – Monster's Ball como Leticia Musgrove - Judi Dench – Iris como Iris Murdoch - Sissy Spacek – In the Bedroom como Ruth Fowler - Renée Zellweger – Bridget Jones's Diary como Bridget Jones - Jennifer Connelly – A Beautiful Mind como Alicia Nash |
| Melhor Ator secundário - Ian McKellen – The Lord of the Rings: The Fellowship of the Ring como Gandalf - Jim Broadbent – Iris como John Bayley - Ethan Hawke – Training Day como Jake Hoyt - Ben Kingsley – Sexy Beast como Don Logan - Hayden Christensen – Life as a House como Sam Monroe | Melhor Atriz secundária - Helen Mirren – Gosford Park como Mrs. Wilson - Judi Dench – The Shipping News como Agnis Hamm - Cameron Diaz – Vanilla Sky como Julie Gianni - Cate Blanchett – Bandits como Kate Wheeler - Dakota Fanning – I Am Sam como Lucy Dawson                        |
| Melhor Elenco - Gosford Park – Eileen Atkins, Bob Balaban, Alan Bates, Charles Dance, Stephen Fry, Michael Gambon, Richard E. Grant, Tom Hollander, Derek Jacobi, Kelly Macdonald, Helen Mirren, Jeremy Northam, Clive Owen, Ryan Phillippe, Kristin Scott Thomas, Maggie Smith, Geraldine Somerville, Sophie Thompson, Emily Watson e James Wilby - A Beautiful Mind – Paul Bettany, Jennifer Connelly, Russell Crowe, Adam Goldberg, Jason Gray-Stanford, Ed Harris, Judd Hirsch, Josh Lucas, Christopher Plummer, Austin Pendleton e Anthony Rapp - In the Bedroom – William Mapother, Sissy Spacek, Nick Stahl, Marisa Tomei, Celia Weston, Tom Wilkinson e William Wise - The Lord of the Rings: The Fellowship of the Ring – Sean Astin, Sean Bean, Cate Blanchett, Orlando Bloom, Billy Boyd, Ian Holm, Christopher Lee, Ian McKellen, Dominic Monaghan, Viggo Mortensen, John Rhys-Davies, Andy Serkis, Liv Tyler, Hugo Weaving e Elijah Wood - Moulin Rouge! – Jim Broadbent, Nicole Kidman, John Leguizamo, Ewan McGregor e Richard Roxburgh | |

### Televisão
| Melhor Ator em minissérie ou filme para televisão - Ben Kingsley – Anne Frank: The Whole Story como Otto Frank - Alan Alda – Club Land como Willie Walters - James Franco – James Dean como James Dean - Gregory Hines – Bojangles como Bill "Bojangles" Robinson - Richard Dreyfuss – The Day Reagan Was Shot como Alexander Haig | Melhor Atriz em minissérie ou filme para televisão - Judy Davis – Life with Judy Garland: Me and My Shadows como Judy Garland - Angela Bassett – Ruby's Bucket of Blood como Ruby Delacroix - Anjelica Huston – The Mists of Avalon como Viviane, a Dama do Lago - Emma Thompson – Wit como Vivian Bearing - Sissy Spacek – Midwives como Sibyl Danforth |
| Melhor Ator em série dramática - Martin Sheen – The West Wing como Josiah "Jed" Bartlet - Dennis Franz – NYPD Blue como Sgt. Andy Sipowicz - Peter Krause – Six Feet Under como Nate Fisher - Richard Dreyfuss – The Education of Max Bickford como Max Bickford - James Gandolfini – The Sopranos como Tony Soprano | Melhor Atriz em série dramática - Allison Janney – The West Wing como C. J. Cregg - Tyne Daly – Judging Amy como Maxine Gray - Edie Falco – The Sopranos como Carmela Soprano - Lauren Graham – Gilmore Girls como Lorelai Gilmore - Lorraine Bracco – The Sopranos como Jennifer Melfi - Stockard Channing – The West Wing como Abigail "Abbey" Bartlet |
| Melhor Ator em série de comédia - Sean Hayes – Will & Grace como Jack McFarland - Peter Boyle – Everybody Loves Raymond como Frank Barone - Ray Romano – Everybody Loves Raymond como Ray Barone - Kelsey Grammer – Frasier como Frasier Crane - David Hyde Pierce – Frasier como Niles Crane | Melhor Atriz em série de comédia - Megan Mullally – Will & Grace como Karen Walker - Kim Cattrall – Sex and the City como Samantha Jones - Jennifer Aniston – Friends como Rachel Green - Patricia Heaton – Everybody Loves Raymond como Debra Barone - Sarah Jessica Parker – Sex and the City como Carrie Bradshaw                                     |
| Melhor Elenco em série dramática - The West Wing – Stockard Channing, Dulé Hill, Allison Janney, Rob Lowe, Janel Moloney, Richard Schiff, Martin Sheen, John Spencer e Bradley Whitford - CSI: Crime Scene Investigation – Gary Dourdan, George Eads, Jorja Fox, Paul Guilfoyle, Robert David Hall, Marg Helgenberger, William Petersen e Eric Szmanda - Law & Order – Angie Harmon, Jesse L. Martin, S. Epatha Merkerson, Jerry Orbach, Elisabeth Röhm, Sam Waterston e Dianne Wiest - Six Feet Under – Lauren Ambrose, Frances Conroy, Rachel Griffiths, Michael C. Hall, Peter Krause, Freddy Rodriguez e Mathew St. Patrick - The Sopranos – Lorraine Bracco, Federico Castelluccio, Dominic Chianese, Drea de Matteo, Edie Falco, James Gandolfini, Robert Iler, Michael Imperioli, Joe Pantoliano, Steve Schirripa, Jamie-Lynn Sigler, Tony Sirico, Aida Turturro, Steven Van Zandt e John Ventimiglia | |
| Melhor Elenco em série de comédia - Sex and the City – Kim Cattrall, Kristin Davis, Cynthia Nixon e Sarah Jessica Parker - Everybody Loves Raymond – Peter Boyle, Brad Garrett, Patricia Heaton, Doris Roberts, Ray Romano e Madylin Sweeten - Frasier – Peri Gilpin, Kelsey Grammer, Jane Leeves, John Mahoney e David Hyde Pierce - Friends – Jennifer Aniston, Courteney Cox, Lisa Kudrow, Matt LeBlanc, Matthew Perry e David Schwimmer - Will & Grace – Sean Hayes, Eric McCormack, Debra Messing, Shelley Morrison e Megan Mullally | |

### Prémio Screen Actors Guild Life Achievement
- Ed Asner[5]